# Хасс (сорт авокадо)
Авокадо Хасс — сорт авокадо с тёмно-зелёной или красноватой шершавой кожицей. Впервые он был выращен и продавался почтальоном и садоводом-любителем из Южной Калифорнии Рудольфом Густавом Хассом (1892—1952), который также дал ему своё имя.
Авокадо сорта Хасс — крупный фрукт весом от 200 до 300 граммов. При созревании кожа становится тёмно-пурпурно-чёрной и поддаётся нежному надавливанию. Фрукт готов к употреблению, когда мякоть в его центре становится бело-зелёной.
Благодаря своему вкусу, размеру, сроку годности, высокой урожайности (в некоторых районах сорт плодоносит круглый год), Хасс является наиболее коммерчески популярным сортом авокадо во всём мире. На него приходится более 80 % урожая авокадо в Соединённых Штатах и 95 % урожая в Калифорнии. Хасс также самый распространённый сорт авокадо в Новой Зеландии.

## История
Все коммерческие плодоносящие деревья авокадо сорта Хасс были выращены из привитых саженцев, полученных от одного дерева, которое было выращено из семени, купленного Рудольфом Хассом в 1926 году у А. Р. Райдаута в городе Уиттьер, штат Калифорния. В то время Райдаут собирал косточки авокадо всюду, где мог их найти, даже из ресторанных объедков. Сорт, из которого было получено это семя, неизвестен и, возможно, уже был перекрёстно опылен, когда Хасс купил его.
В 1926 году в своей роще площадью 1,5 акра на 430 West Road, в Ла-Хабра-Хайтс в Калифорнии, Хасс посадил три косточки, купленные у Райдаута, и получил один мощный росток. После, по крайней мере, двух неудачных попыток привить саженец с веток деревьев авокадо Фуэрте (в то время это был ведущий коммерческий сорт), Хасс уже подумал о том, чтобы срубить его, но профессиональный привойщик по имени Колкинс сказал ему, что молодое дерево выросло крепким и сильным, и Хасс оставил его. Когда дерево начало приносить странные, пупырчатые плоды, их вкус понравился детям Хасса. Когда урожайность дерева выросла, Хасс легко продал излишки плодов сотрудникам почтового отделения. Авокадо Хасса стал одной из первых коммерческих удач продуктового магазина Model Grocery Store на Колорадо-стрит в Пасадене, штат Калифорния, где повара, работающие на некоторых состоятельных жителей города, купили большой, с ореховым вкусом фрукт нового сорта по доллару за штуку, что было очень высокой ценой на тот момент (14 долларов на современные деньги).
Хасс запатентовал дерево в 1935 году (первый патент США на дерево) и заключил контракт с владельцем питомника Гарольдом Брокоу в Уиттиере на выращивание и продажу привитых саженцев, выращенных из его черенков причем Броко получал 75 % прибыли. Затем Броко специализировался на хассах и часто продавал привитые саженцы, поскольку, в отличие от фуэрте, урожайность хассов круглогодичная, а также более обильная, с более крупными фруктами, более длительным сроком хранения и более богатым вкусом из-за более высокого содержания масла. Тем не менее, Рудольф Хасс получил прибыль в размере менее 5000 долларов США за счет патента, потому что черенки с отдельных деревьев, проданных Броко, были затем размножены для прививки целых садов.
Рудольф Хасс работал почтальоном на протяжении всей своей жизни и умер от сердечного приступа в больнице Фоллбрук в Фоллбруке, штат Калифорния, в 1952 году, в том же году, когда истек срок действия его патента, и вскоре после того, как он посадил новый 80-акровый фруктовый сад.
К началу 21-го века индустрия авокадо в США получала более 1 миллиарда долларов в год от сорта Хасса, на долю которого приходится около 80 % всех авокадо, выращиваемых в мире.

### Материнское дерево
Вследствие последующего разрастания пригородов в Южной Калифорнии, материнское дерево много лет стояло перед резиденцией на Ла Хабра Хайтс. Дерево погибло, когда ему было 76 лет, и было срублено 11 сентября 2002 года после десятилетней борьбы с фитофторой (корневая гниль), которая часто убивает деревья авокадо. Две таблички у особняка на 426 West Road отмечают место, где оно находилось. Древесина хранилась в лесопитомнике, и из этого запаса племянник Рудольфа Хасса Дик Стюарт делал сувениры на память, украшения и другие подарки. С 2010 по 2013 год, в середине мая и снова в сентябре 2018 года, город Ла-Хабра-Хайтс праздновал день авокадо Хасс на ежегодном фестивале авокадо Ла-Хабра-Хайтс.

## Плодоношение
Деревья авокадо Хасса, как и некоторые другие сорта, могут хорошо плодоносить раз в два года. После года с низкой урожайностью, часто из-за холодов, которые деревья переносят плохо, урожайность может быть очень высокой в следующем году. Тем не менее, богатый урожай может истощить запасы углеводов, снижая урожайность в следующем сезоне, и это может привести к тому, что дерево приобретет иной характер плодоношения на всю дальнейшую жизнь. В южных калифорнийских рощах авокадо Хасса есть хорошая почва и дренаж, обильные солнечные лучи и прохладные, нежные ветра океанов, которые помогают плодам расти. Эти условия сохраняются в течение всего года, поэтому в Южной Калифорнии всегда есть свежие урожаи авокадо Хасса.

## Пищевая ценность
Сырой авокадо состоит из 73 % воды, 15 % жира, 9 % углеводов и 2 % белка. Поскольку надежные источники не доступны для содержания питательных микроэлементов, в частности, авокадо Хасса, используются данные Министерства сельского хозяйства США для «коммерческого сорта». Эталонное количество продукта (100 грамм) обеспечивает 160 калорий и богато (20 % и более от суточной нормы, СН) несколькими витаминами группы B и витамином K, с умеренным содержанием (10-19 % СН) витамина C, витамина E и калия. Авокадо Хасса содержит фитостеролы и каротиноиды, в том числе лютеин и зеаксантин .
Авокадо содержит разнообразные жиры. Для типичного авокадо:
- Около 75 % энергии авокадо поступает из жиров, большая часть которых (67 % от общего количества жиров) — это мононенасыщенные жиры в виде олеиновой кислоты .[12]
- Другие преобладающие жиры включают пальмитиновую кислоту и линолевую кислоту .
- Содержание насыщенных жиров составляет 14 % от общего объёма жира.
- Типичный состав жира составляет примерно: 1 % ω-3, 14 % ω-6, 71 % ω-9 (65 % олеиновой и 6 % пальмитолеиновой) и 14 % насыщенных жиров (пальмитиновая кислота).